# Vuelta al Mundo Maya 2013
Del 6 al 10 de noviembre de 2013 se realiza la segunda edición de la Vuelta al Mundo Maya, siendo organizada por la Federación Guatemalteca de Ciclismo. Este año no pertenecerá al calendario UCI America Tour. Constará de 6 etapas que recorrerán oriente, sur y centro de Guatemala, las cuales serán juzgadas por un equipo de 9 comisarios nacionales. La particularidad de esta edición es la etapa 2 que consta de dos sectores, el primero una etapa llana partiendo de Teculután para llegar a Esquipulas y la segunda en horas de la tarde con una contrarreloj en la localidad de llegada de la etapa en línea. 
Los conocedores del ciclismo chapín demandaron a la federación de ciclismo el por qué no se integró esta carrera en el calendario UCI, hecho que limitó la participación radial, televisiva y escrita de este evento ya que no hubo transmisión de la televisión y solo una radio [Radio Mundial de Guatemala] que transmitió la carrera de inicio a fin. Esto hizo que muchas personas se enteraran de que había una carrera ciclística por medio de las redes sociales y uniéndose demandarán transmisiones radiales, en las llegadas no se notaba el cambio de categoría de la vuelta ya que tanto en las metas como en el recorrido de la misma muchas personas se aglomeraron en las calles para presenciar el paso de la caravana multicolor haciendo que la federación dijera que fue un éxito la competencia.

## Etapas
| Etapa | Fecha           | Recorrido                                    | km       | Ganador            | Líder          |
| 1.ª   | 6 de noviembre  | Ciudad de Guatemala-Teculután                | 115      | Edward Beltrán     | Edward Beltrán |
| 2.ª   | 7 de noviembre  | Teculután-Esquipulas                         | 103.5    | Jaime Castañeda    | Edward Beltrán |
| 2.ª   | 7 de noviembre  | Esquipulas                                   | 10 (CRI) | Edward Beltrán     | Edward Beltrán |
| 3.ª   | 8 de noviembre  | Chiquimula-Ciudad de Guatemala               | 144      | Walter Pedraza     | Edward Beltrán |
| 4.ª   | 9 de noviembre  | Villa Nueva-Ciudad Vieja                     | 137.5    | Santos Ajpacaja    | Edward Beltrán |
| 5.ª   | 10 de noviembre | San Lucas Sacatepéquez-Los Encuentros-Tecpán | 139      | Camilo Castiblanco | Edward Beltrán |

## Clasificación general
| Posición | Ciclista           | Equipo                  | Tiempo           |
| -------- | ------------------ | ----------------------- | ---------------- |
|          | Edward Beltrán     | EPM-UNE                 | 17 h 01 min 49 s |
|          | Edwin Carvajal     | EPM-UNE                 | a 32 s           |
| 3        | Jaime Castañeda    | EPM-UNE                 | a 41 s           |
| 4        | Camilo Castiblanco | EPM-UNE                 | a 45 s           |
|          | Elías Vega         | JPS Giant               | a 1 min 26 s     |
|          | Alfredo Ajpacaja   | Cable DX-Decorabaños    | a 2 min 59 s     |
| 7        | Stíver Ortiz       | EPM-UNE                 | a 3 min 50 s     |
| 8        | Juan C. Rojas      | JPS Giant               | a 4 min 26 s     |
| 9        | Walter Pedraza     | EPM-UNE                 | a 5 min          |
| 10       | Francisco Gonzales | Selección U23 Guatemala | a 5 min 40 s     |